# Istec ISL-200附加型榴彈發射器
Istec ISL-200是一款由英国位於哈特福群ISTEC技術服務有限公司所研製和生產的小型單發下掛式榴弹发射器，發射40×46毫米低速榴彈。它可以下掛於步枪甚至冲锋枪的下護木，也可通過增加手槍握把及槍托配件改裝成一具獨立的肩射型榴彈發射器武器系統。

## 概述
作為下掛式榴弹发射器，Istec ISL-200可裝在突击步枪（如HK 53）的護木下方使用。而因為ISL-200相當小型，還可以裝在冲锋枪（如HK MP5甚至HK MP7）以上。另一方面，也可裝上手槍握把及伸縮式槍托組件改裝成肩射型榴彈發射器以獨立使用。
與M203相似的是，Istec ISL-200下掛於護木下方，下掛時需要取代原來步槍上的下護木。其扳機裝在步槍彈匣前方，發射時需要以彈匣充當握把。其主體結構分為裝填彈藥的滑動槍管及後方的擊發結構。裝填彈藥的方式為槍管滑動式，需先按下槍管套後端的鎖鈕並且讓槍管滑動以解鎖，便可從槍管後方裝填彈藥。由於採用槍管滑動式，因而雖然可讓榴彈發射器給左右兩手使用，但亦因而不可在必要時使用更長的彈藥。一旦讓槍管回復原位，撞針便會進入待發模式，之後瞄準方向且扣下板機，即可發射榴彈。

## 衍生型
因為以下型號基本上都是使用了相同的系統，ISL-200可以根據需要在這四種不同的衍生型之間輕易地轉換。一些警察部門不能使用40毫米武器，因此他們的ISL-200只能使用37毫米防暴彈藥。
順帶一提，在ISL-200系列之中的任何武器均可藉由轉換口徑；在適當的工具和有效的技能以下，即可在5分鐘以內將武器更換為發射不同彈藥類型的40毫米榴彈、37毫米信號彈或是12鉛徑霰彈。

### ISL-201
40毫米下掛式榴弹发射器。

### ISL-202
37毫米下掛式信號彈发射器。

### ISL-203
40毫米肩射型榴彈發射器。

### ISL-204
37毫米肩射型信號彈发射器。

## 使用國
- 英国
  - 英國特種部隊

## 外部連結
- （英文）—FIREARMS CURIOSA—The ISTEC ISL-200 Origin: United Kingdom Date:.. （页面存档备份，存于）
- （英文）—Firearms Section Eight: Grenade Launchers in Character Applications Forum （页面存档备份，存于）